# انعدام الصفراء
مصطلح (Acholia) أو الأكووليا: هو مصطلح يُشير إلى نقص أو انعدام الصفراء، يمكن تسميته أيضا ب (hypocholia). الأكووليا هو مرض نادر الحدوث في الوظيفة الصفراوية بالكبد; تبدد تدفق الصفراء.
اليونانية القديمة: a + chole (بدون الصفراء).

## سبب
حالة مرضية يتم فيها إافراز القليل من الصفراء أو عدم افرازها أو عرقلة تدفق الصفراء إلى الجهاز الهضمي , ونقص الصفراء علامة على العديد من الامراض مثل: التهاب الكبد . الاكووليا أو انعدام الصفراء يتسبب في تلاشي لون البراز .